# مالك بوزيان
مالك بوزيان هو ملاكم جزائري محترف سابق. سبق أن شارك في دورة الألعاب الأولمبية الصيفية سنة 2004. حقق الميدالية الذهبية في الألعاب الأفريقية 2003.

## الميداليات
| الميدالية | المسابقة               |
| --------- | ---------------------- |
| ذهبية     | الألعاب الأفريقية 2003 |

## روابط خارجية
- مالك بوزيان على موقع بوكس ريك (الإنجليزية) (registration required)
- مالك بوزيان على موقع أوليمبيديا (الإنجليزية)